# IUmor
iUmor — румунське талант-шоу на телеканалі Antena 1, запущене у квітні 2016 року.
До складу журі шоу входять Міхай Бендеак, Деля Матаче та Cheloo. Переможець конкурсу отримує приз у розмірі 20 000 євро.

## Формат
Шоу «iUmor» має на меті знайти найсмішнішого румуна. Учасники можуть користуватися театральним мистецтвом, стендап-комедією, музикою, смішною чи шокуючою хореографією, цирком та магічними номерами.
Кожен із 3 суддів має можливість висловити свою думку про номер учасника: голосування проводиться одночасно за принципом: «Ви маєте хороший гумор, тому достойні піти далі» або «У вас поганий гумор, тому ваш номер іде додому». Delia, Cheloo та Bendeac мають два варіанти: «Великі пальці вгору» для «ТАК» і «Великі пальці вниз» для «НІ». Принаймні два голоси «так» означають, що учасник проходить далі в шоу, доходячи вже до голосування глядачів, яке проводиться у додатку «iUmor». Після попереднього відбору відбувається півфінал, після якого члени журі також обирають фіналіста.
У великому фіналі учасники повинні переконати всіх трьох членів журі, що вони смішні, інакше вони вибувають з шоу. Ті, хто отримає три голоси «так», вступають у боротьбу за великий трофей та чек на 20 000 євро. Голосування за переможця призу здійснюється глядачами, які мають 20 хвилин, щоб надіслати ім'я улюбленого учасника за допомогою SMS. Після закінчення публічного фінального голосування переможець голосування отримує трофей і чек.

## Сезони
Наразі вийшло десять сезонів.
| Сезон | Дебют           | Фінал          | Переможець       | Журі                               | Ведучі                         | Джерело |
| ----- | --------------- | -------------- | ---------------- | ---------------------------------- | ------------------------------ | ------- |
| 1     | 3 квітня 2016   | 5 червня 2016  | Vlad Grigorescu  | Mihai Bendeac Delia Matache Cheloo | Șerban Copoț Andrei Ștefănescu | [ 4 ]   |
| 2     | 2 жовтня 2016   | 11 грудня 2016 | Maria Popovici   | Mihai Bendeac Delia Matache Cheloo | Șerban Copoț Vlad Grigorescu   | [ 5 ]   |
| 3     | 5 квітня 2017   | 21 травня 2017 | Doina Teodoru    | Mihai Bendeac Delia Matache Cheloo | Șerban Copoț Vlad Grigorescu   | [ 6 ]   |
| 4     | 17 вересня 2017 | 10 грудня 2017 | Ana Maria Calița | Mihai Bendeac Delia Matache Cheloo | Șerban Copoț Vlad Grigorescu   | [ 7 ]   |
| 5     | 25 лютого 2018  | 27 травня 2018 | Andrei Cojocaru  | Mihai Bendeac Delia Matache Cheloo | Șerban Copoț Vlad Grigorescu   | [ 8 ]   |
| 6     | 23 лютого 2019  | 1 червня 2019  | Irena Boclincă   | Mihai Bendeac Delia Matache Cheloo | Șerban Copoț Dan Badea         | [ 9 ]   |
| 7     | 13 вересня 2019 | 13 грудня 2019 | Mukinka          | Mihai Bendeac Delia Matache Cheloo | Șerban Copoț Dan Badea         | [ 10 ]  |
| 8     | 22 лютого 2020  | 6 червня 2020  | Edi Vacariu      | Mihai Bendeac Delia Matache Cheloo | Șerban Copoț Dan Badea         | [ 11 ]  |
| 9     | 13 вересня 2020 | 20 грудня 2020 | Андрій Унгуряну  | Mihai Bendeac Delia Matache Cheloo | Șerban Copoț Dan Badea         |         |
| 10    | 14 лютого 2021  | 26 травня 2021 | Андрій Гарічі    | Mihai Bendeac Delia Matache Cheloo | Șerban Copoț Dan Badea         | [ 13 ]  |

## Рейтинги
Шоу iUmor став лідером по рейтингам ще з першого епізоду. Піковий рейтинг становив 2 200 000 глядачів одночасно.